# 리처드 위드마크
리처드 위드마크(Richard Weedt Widmark, 1914년 12월 26일 ~ 2008년 3월 24일)는 미국의 영화 배우, 연극 배우, 텔레비전 배우이다.

## 영화
- 야망의 제물 (1991년) - 스틸러스 의원 역
- 노인들의 모임 (1987년)
- 잃어버린 과거 (1985년)
- 어게인스트 (1984년)
- 행키 팽키 (1982년)
- SAS 특공대 (1982년)
- 모든 신의 아이들 (1980년)
- 빙하 전선 (1979년)
- 죽음의 가스 (1978년) - 닥터 조지 A. 해리스 역
- 스웜 (1978년)
- 암살 음모 (1977년)
- 위험한 열차 (1977년)
- 미합중국 최후의 날 (1977년) - Gen. 마틴 맥켄지 역
- 오리엔트 특급 살인사건 (1974년)
- 감독 존 포드 (1971년) - 본인 [자료화면] 역
- 건파이터의 최후 (1969년)
- 형사 마디간 (1968년) - Det. 다니엘 매디건 역
- 서부로 가는 길 (1967년)
- 알바레즈 켈리 (1966년)
- 베드포드 사건 (1965년)
- 플라이트 프럼 이사야 (1964년)
- 전함 바이킹 (1964년)
- 샤이안 (1964년)
- 서부 개척사 (1962년)
- 투 로드 투게더 (1961년)
- 뉘른베르크의 재판 (1961년)
- 알라모 (1960년)
- 워락 (1959년)
- 터널 오브 러브 (1958년)
- 고스트타운의 결투 (1958년)
- 성 잔 다르크 (1957년)
- 최후의 포장마차 (1956년)
- 더 코브웹 (1955년)
- 황금의 보수 (1955년)
- 가든 오브 이블 (1954년)
- 헬 앤 하이 워터 (1954년)
- 부러진 창 (1954년)
- 테이크 더 하이 그라운드! (1953년)
- 데스티네이션 고비 (1953년)
- 사우스 스트리트의 소매치기 (1953년)
- 돈 보더 투 노크 (1952년)
- 오 헨리 단편집 (1952년)
- 프로그먼 (1951년)
- 노 웨이 아웃 (1950년)
- 거리의 공황 (1950년)
- 밤 그리고 도시 (1950년) - 해리 역
- 몬테즈마의 영웅들 (1950년)
- 다운 투 더 씨 인 쉽스 (1949년)
- 로드 하우스 (1948년)
- 황색 하늘 (1948년)
- 이중 노출 (1947년)